# Alpha FM Florianópolis
Alpha FM Florianópolis é uma emissora de rádio brasileira sediada em Florianópolis, capital do estado de Santa Catarina. Opera no dial FM, na frequência 91,3 MHz (concessionada em Tijucas), e é afiliada à Alpha FM. Pertence ao Grupo ND, que também controla a NDTV.

## História
A emissora entrou no ar em 2007, como Transamérica Hits Litoral SC, sendo afiliada à portadora Hits da Rede Transamérica, operando através dos 91,5 MHz de Tijucas, com antena no município de Governador Celso Ramos, o que possibilitava cobertura com sombras na capital Florianópolis e em parte da Foz do Rio Itajaí. Esta última também passou a ser atendida em 2010 pela Transamérica Hits Porto Belo, que operava em 98,9 MHz.
Em agosto de 2012, após receber autorização da ANATEL para aumento de potência (passando para a classe A4, com 5 kW), a Transamérica Hits alterou sua frequência para 91,3 MHz. A mudança possibilitou uma cobertura com sinal local em Florianópolis, e sobrepôs-se a cobertura da 98,9 na Foz do Rio Itajaí, que em 2014, foi arrendada para a Igreja Pentecostal Deus É Amor.
Em novembro de 2019, o Grupo RCC comunicou a desfiliação da emissora da Transamérica Hits, optando por não acompanhar a reformulação da Rede Transamérica prevista para 2020. Em seu lugar, a partir de 2 de dezembro, estreou a Hits FM, que manteve a programação musical popular da antiga rede, sob a direção de Hermann Motta. Nesta fase, um dos destaques da programação da emissora era o Banana Show, produzido e apresentado pelo locutor Hamilton Vessi, que havia feito parte da Jovem Pan FM.
Após dois meses com a programação local, em 4 de fevereiro de 2020, a direção da Hits FM anunciou que a emissora iria se tornar afiliada à Nativa FM, motivada pelos resultados satisfatórios de audiência que a rede estava obtendo na sua afiliada de Joinville. A emissora entrou em programação de expectativa para a nova rede em 12 de março, e sua estreia oficial ocorreu em 16 de março, às 18h. Com a mudança, passou a se chamar Nativa FM Florianópolis.
Em 13 de novembro, a Nativa FM Florianópolis passou a retransmitir sua programação através dos 102,3 MHz, anteriormente ocupados pela 102 FM de Nova Trento, que foi extinta após 10 anos de operação. Sua programação continuou no ar através dos 91,3 MHz até 27 de novembro, quando deu lugar à CBN Diário, após o Grupo RCC arrendar a frequência para a NSC Comunicação. Em 1.º de fevereiro de 2023, com o fim do arrendamento da 91,3 FM para a CBN (que agora passaria a operar somente em 90,3 MHz), o Grupo RCC lançou a nova Mix FM Florianópolis através da frequência, entrando no ar em 1º de fevereiro de 2023.
Em setembro de 2024, o Grupo ND anuncia a aquisição da Mix FM Florianópolis, confirmando posteriormente planos para a implantação de uma afiliada da Alpha FM para 2025.
Após um longo período de expectativa, a Alpha FM Florianópolis estreou no dia 16 de abril de 2025.